# Flora Balaine
Flora Balaine est une joueuse internationale de rink hockey née le 28 juillet 1996. Formée à Ploufragan puis à Saint-Brieuc, elle participe en 2015 au championnat d'Europe sénior.

## Parcours sportif
En 2014, elle est la seule féminine du club du RAC Saint-Brieuc à joueur dans l'équipe de Nationale 3. 
En 2015, elle participe alors au championnat d'Europe à Matera (Italie). 
| Date                  | Domicile  | Extérieur | Résultat |
| --------------------- | --------- | --------- | -------- |
| 26 août 2015 à 19 h 0 | Italie    | France    | 6 - 1    |
| 29 août 2015 à 19 h 0 | Allemagne | France    | 4 - 0    |